# 1186 هـ
1186 هـ هي سنة في التقويم الهجري امتدت مقابلةً في التقويم الميلادي بين سنتي 1772 و1773.

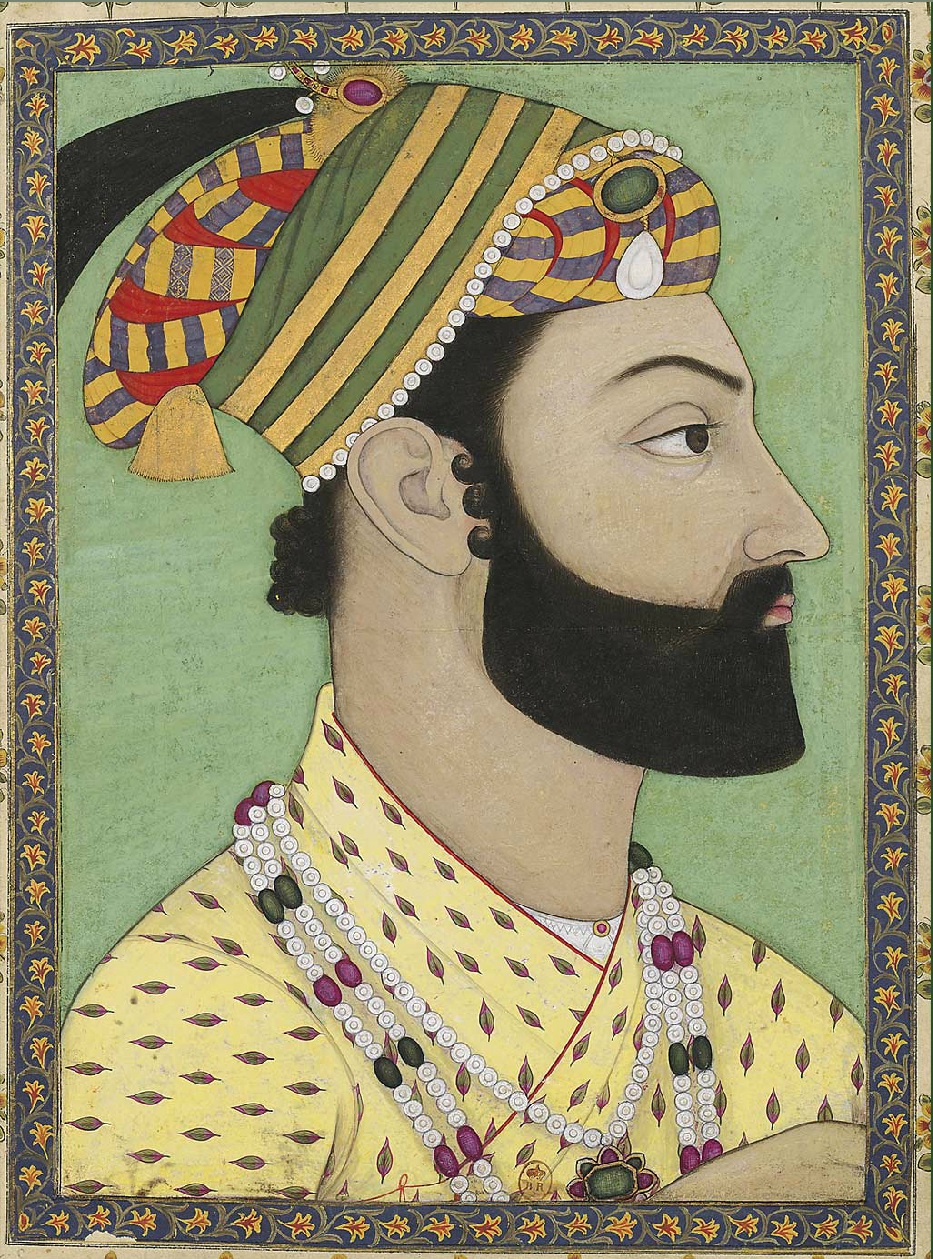
أحمد شاه الدراني

## مواليد
- محمد بن عمر الفاخري

## وفيات
- أحمد شاه الدراني
- قاسم الرامي
- يوسف البحراني.